# Синеглазово (станция)
Синеглазово — железнодорожная станция Челябинского региона Южно-Уральской железной дороги, Троицкого направления от Челябинска.

## История
Открыта в 1934 году, в связи со строительством железнодорожной ветки на Троицк и Магнитогорск. Используется для грузовых и пассажирских перевозок. Расположена в посёлке Новосинеглазово, города Челябинска.